# Gare de Péruwelz
La gare de Péruwelz est une gare ferroviaire belge de la ligne 78, de Saint-Ghislain à Tournai, située à proximité du centre de la ville de Péruwelz dans la province de Hainaut en Région wallonne.
Elle est mise en service en 1867 par la Compagnie du chemin de fer Hainaut et Flandres, le bâtiment édifié en 1899 est classé en 1982. C'est une gare de la Société nationale des chemins de fer belges (SNCB) desservie par des trains InterCity (IC), Omnibus (L) et d’Heure de pointe (P).

## Situation ferroviaire
Établie à 32 m d'altitude, la gare de Péruwelz est située au point kilométrique (PK) 19,944 de la ligne 78, de Saint-Ghislain à Tournai, entre les gares ouvertes de Blaton et de Callenelle. 
C'était une gare de bifurcation, origine de la ligne 92, de Péruwelz à la frontière française (fermée et désaffectée), qui était dans le prolongement de la ligne française de Somain à Vieux-Condé et frontière (partiellement désaffectée).

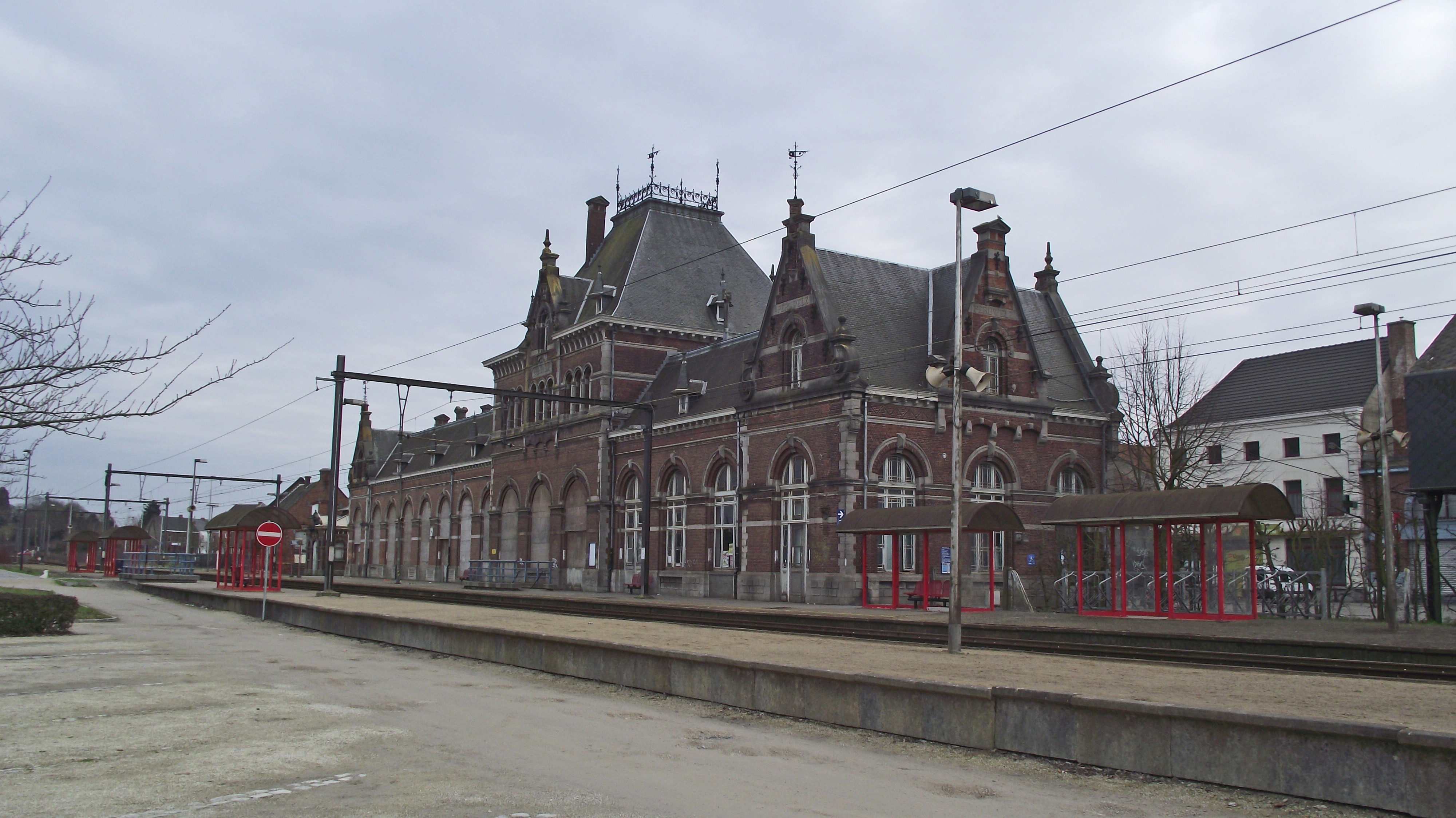
Intérieur de la gare.

## Histoire
Un premier projet de placer Péruwelz sur un chemin de fer est émis en 1846 par Emmanuel Hoyois, qui demande à l’État belge la concession pour un chemin de fer de Leuze à Thulin. Le Bourgmestre de Péruwelz, Égide Delfinne, a également soumis[Quand ?] à l'approbation de l’État un projet de chemin de Saint-Ghislain à Tournai. Une demande de concession associant les deux projets est formellement émise le 20 janvier 1853 mais la rupture de l'association entre MM. Delfinne et Hoyois le 10 février de la même année entrainement la dissolution de la compagnie. 
La station de Péruwelz est mise en service le 1er mars 1867 par la Compagnie du chemin de fer Hainaut et Flandres, lorsqu'elle ouvre à l'exploitation la section de Péruwelz à la gare de Basècles (Faubourg) sur la ligne de Saint-Ghislain à Gand. Le bâtiment n'est alors qu'un « baraquement provisoire » dénommé « la Bussière », en 1870 elle devient « la Loquette ». Une liaison directe entre Saint-Ghislain et Tournai sera mise en service à partir du 15 février 1870 après que le Hainaut-Flandres ait remis son réseau, ses droits et obligations à la Société générale d'exploitation de chemins de fer. En date du 1er juin 1871, l'Administration des chemins de fer de l'État belge reprend l'exploitation de la gare de Péruwelz après son rachat de la plupart des concessions ferroviaires de la Société générale d'exploitation. 
Concédée au Hainaut-Flandres et à la Société générale d'exploitation grâce à un accord entre la France et la Belgique, la ligne de Somain à Péruwelz est inaugurée en 1874 par les Chemins de fer de l'État belge et la Compagnie du Nord. Le bâtiment des recettes de 1867 est remplacé (ou complété) par un bâtiment provisoire dont la construction est adjugée en janvier 1874 en plus de l'agrandissement de la halle aux marchandises. 

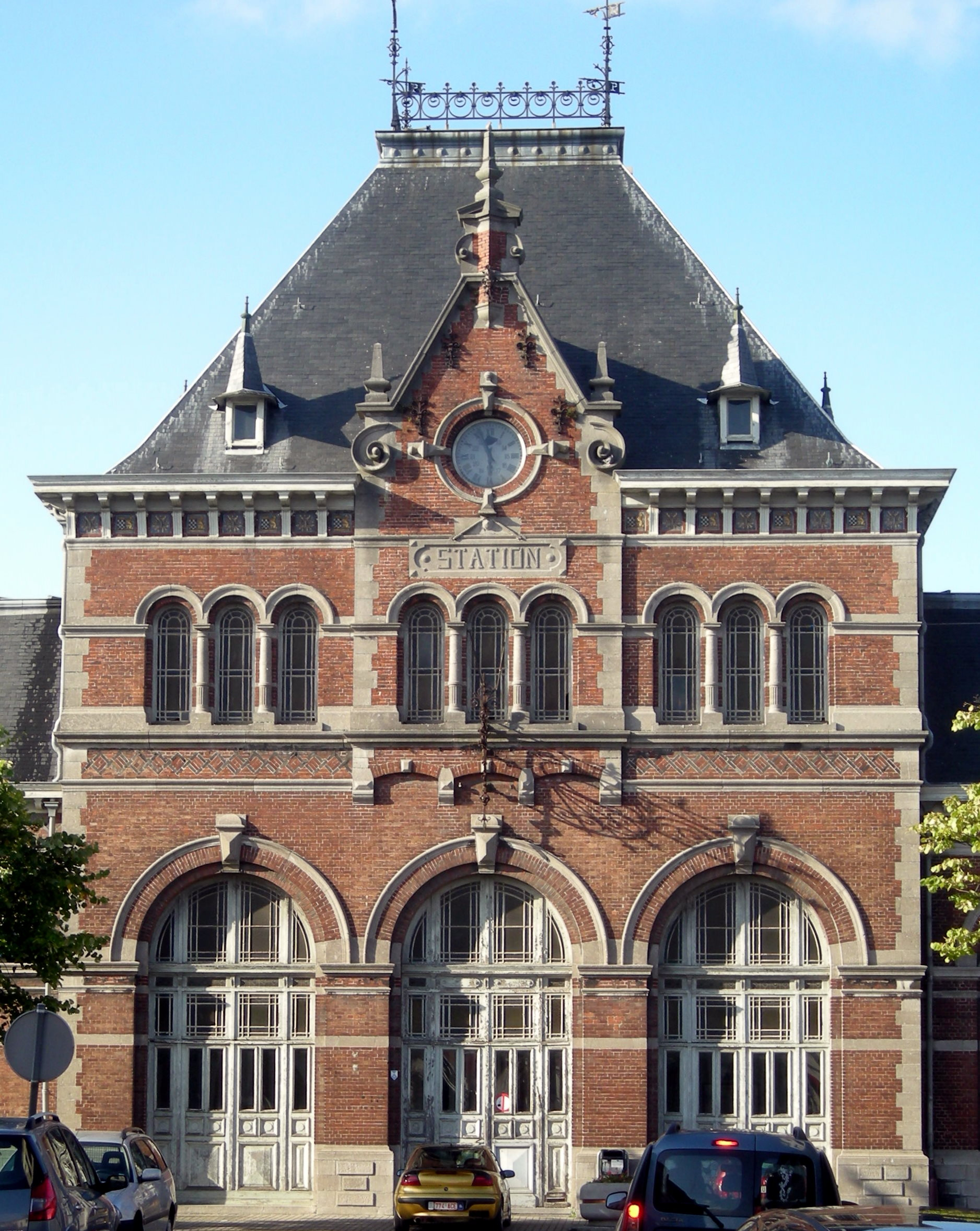
Façade centrale du bâtiment de 1899

En 1899, un nouveau bâtiment des recettes de style « renaissance flamande » est construit en remplacement des installations provisoires. Les plans, de 1896, sont dus au chef de section X. Stasino. L'ancien bâtiment de la gare, encore visible en novembre 1906, a été reconverti en halle à marchandises avant d'être démoli au profit d'une halle assortie au style de la gare. Certaines photographies de la gare représentent une halle à marchandises de style plus austère qui pourrait soit être l'ancien bâtiment des voyageurs ou celui des marchandises.
Dans les années 1950, la gare est un élément important de l'économie locale, 24 agents y travaillent, elle voit passer près de 500 000 voyageurs par an. Les locaux sont utilisés par trois organismes, les douanes occupent la partie Ouest, la RTT l'Est et la SNCB le corps central. 
À la fin des années 1970, la baisse de fréquentation débutée au milieu des années 1950, est devenue importante au point qu'est envisagée la destruction du bâtiment. La mobilisation de la commune évite la destruction. Il est classé monument historique en 1982.
En 2005, d'importants travaux de rénovation ont lieu, ils concernent la salle d'attente, les guichets et les locaux techniques, la gare est achetée à la Société nationale des chemins de fer belges (SNCB) par la commune de Péruwelz pour être un élément fort de la revitalisation du quartier. Un espace de 182 m2 est loué par la SNCB, qui participe au financement des travaux, afin d'y établir un hall d'accueil, un guichet et une salle d'attente pour l'accueil des voyageurs.

## Service des voyageurs

### Accueil
Gare SNCB, elle dispose d'un bâtiment voyageurs, avec guichet, ouvert tous les jours. Des aménagements, équipements et services sont à la disposition des personnes à mobilité réduite.

### Desserte
Péruwelz est desservie par des trains InterCity (IC), Omnibus (L) et d’Heure de pointe (P) de la SNCB, qui effectuent des missions sur la ligne 78 (Mons - Tournai - Lille-Flandres) (voir brochure SNCB).
En semaine, la gare est desservie toutes les heures par des trains L Quévy - Mons - Tournai / Mouscron, desserte qui est renforcée aux heures de pointe par dix trains P Mons - Tournai ou Ath - Tournai.
Les week-ends et jours fériés, la gare est desservie par les trains IC-25 de la relation Liers - Mouscron.

### Intermodalité
Un parking pour les véhicules y est aménagé.
La gare est desservie par plusieurs lignes de bus du TEC Hainaut. Elle est également desservie par la ligne 14 du réseau français Transvilles.

## Comptage voyageurs
Ce graphique et tableau montre le nombre de voyageurs embarquant en moyenne durant la semaine, le samedi et le dimanche.
| Nombre de passagers qui embarquent à la gare de Péruwelz | Nombre de passagers qui embarquent à la gare de Péruwelz | Nombre de passagers qui embarquent à la gare de Péruwelz | Nombre de passagers qui embarquent à la gare de Péruwelz |
|                                                          | Semaine                                                  | Samedi                                                   | Dimanche                                                 |
| -------------------------------------------------------- | -------------------------------------------------------- | -------------------------------------------------------- | -------------------------------------------------------- |
| 1977                                                     | 943                                                      | 199                                                      | 237                                                      |
| 1978                                                     | 923                                                      | 163                                                      | 157                                                      |
| 1979                                                     | 851                                                      | 177                                                      | 162                                                      |
| 1980                                                     | -                                                        | -                                                        | -                                                        |
| 1981                                                     | 672                                                      | 110                                                      | 109                                                      |
| 1982                                                     | 898                                                      | 220                                                      | 196                                                      |
| 1983                                                     | 898                                                      | 198                                                      | 195                                                      |
| 1984                                                     | 985                                                      | 214                                                      | 174                                                      |
| 1985                                                     | 1 064                                                    | 235                                                      | 205                                                      |
| 1986                                                     | 898                                                      | 248                                                      | 215                                                      |
| 1987                                                     | 919                                                      | 179                                                      | 178                                                      |
| 1988                                                     | 879                                                      | 236                                                      | 173                                                      |
| 1989                                                     | 813                                                      | 213                                                      | 186                                                      |
| 1990                                                     | 720                                                      | 254                                                      | 165                                                      |
| 1991                                                     | 781                                                      | 249                                                      | 211                                                      |
| 1992                                                     | 912                                                      | 268                                                      | 198                                                      |
| 1993                                                     | 821                                                      | 217                                                      | 229                                                      |
| 1994                                                     | 658                                                      | 210                                                      | 196                                                      |
| 1995                                                     | 648                                                      | 273                                                      | 231                                                      |
| 1996                                                     | 675                                                      | 264                                                      | 237                                                      |
| 1997                                                     | 739                                                      | 219                                                      | 172                                                      |
| 1998                                                     | 668                                                      | 180                                                      | 162                                                      |
| 1999                                                     | 578                                                      | 198                                                      | 185                                                      |
| 2000                                                     | 586                                                      | 229                                                      | 141                                                      |
| 2001                                                     | 612                                                      | 180                                                      | 150                                                      |
| 2002                                                     | 542                                                      | 154                                                      | 176                                                      |
| 2003                                                     | 615                                                      | 188                                                      | 146                                                      |
| 2004                                                     | 629                                                      | 172                                                      | 204                                                      |
| 2005                                                     | 730                                                      | 193                                                      | 214                                                      |
| 2006                                                     | 668                                                      | 230                                                      | 250                                                      |
| 2007                                                     | 713                                                      | 216                                                      | 178                                                      |
| 2008                                                     | -                                                        | -                                                        | -                                                        |
| 2009                                                     | 756                                                      | 269                                                      | 256                                                      |
| 2010                                                     | -                                                        | -                                                        | -                                                        |
| 2011                                                     | -                                                        | -                                                        | -                                                        |
| 2012                                                     | 784                                                      | 198                                                      | 189                                                      |
| 2013                                                     | 649                                                      | 214                                                      | 189                                                      |
| 2014                                                     | 755                                                      | 249                                                      | 213                                                      |
| 2015                                                     | 621                                                      | 185                                                      | 187                                                      |
| 2016                                                     | 669                                                      | 183                                                      | 193                                                      |
| 2017                                                     | 678                                                      | 184                                                      | 186                                                      |
| 2018                                                     | 573                                                      | 196                                                      | 184                                                      |
| 2019                                                     | 784                                                      | 235                                                      | 150                                                      |
| 2020                                                     | 588                                                      | 141                                                      | 163                                                      |
| 2021                                                     | -                                                        | -                                                        | -                                                        |
| 2022                                                     | 627                                                      | 309                                                      | 195                                                      |
| 2023                                                     | 683                                                      | 276                                                      | 227                                                      |
| 2024                                                     | 693                                                      | 127                                                      | 201                                                      |